# 몬테네그로의 역사
몬테네그로의 역사는 로마 제국의 한 지방이었던 달마티아에서 기원한다.

## 설명
초기의 몬테네그로는 여러 민족의 지배를 받았으며 로마 제국, 비잔틴 제국, 오스만 제국 등의 지배를 받았다.
이러한 상황 속에 몬테네그로는 1881년에 몬테네그로 공국으로 독립하였고, 1910년에 왕국이 된다.
당시에 몬테네그로는 제1차 세계 대전에 참전을 하여 전승 국가가 되었으나, 세르비아에 통합되어 유고슬라비아 왕국의 일원이 되었다.
1941년에 추축국의 점령으로 또 다시 지배를 겪었으나 1945년부터 다시 유고슬라비아의 지배가 행해졌을 때, 다시 지배를 받았고, 1991년까지 유고슬라비아 사회주의 공화국에 있었고, 다시 1992년부터 유고슬라비아 연방 공화국에 있었고, 2003년에 세르비아 몬테네그로로 머물러 있었다. 그 도중, 세르비아 몬테네그로에서 분리 독립 투표가 실시되어 55.4%의 독립 찬성표로 독립이 가결되었다.
2006년 6월 5일에 완전 해방되었고, 몬테네그로는 88년 이상이나 지도상에 없었던 나라를 독립시킨 것이다.
오늘날, 필립 부야노비치가 몬테네그로의 대통령으로 머무르고 있다.